# Francis Lee
Francis Henry Lee CBE (29. dubna 1944 Westhoughton – 2. října 2023) byl anglický fotbalista.

## Hráčská kariéra
Francis Lee hrál útočníka za Bolton Wanderers FC, Manchester City FC a Derby County FC. Vyhrál ligu v Manchesteru i v Derby. S Manchesterem City vyhrál roku 1970 Pohár vítězů pohárů, když porazili ve finále 2:1 Górnik Zabrze a Lee v něm dal gól z penalty.
V reprezentaci hrál 27 zápasů a dal 10 gólů. Hrál na MS 1970.

## Byznysmen a funkcionář
Po skončení hráčské kariéry se dal Lee na byznys. Měl továrnu na toaletní papír.
V letech 1994–1998 byl hlavním vlastníkem a předsedou Manchesteru City.

## Úspěchy

### Klub
Manchester City
- First Division (1): 1967–1968
- FA Cup (1): 1968–1969
- League Cup (1): 1969–1970
- Pohár vítězů pohárů (1): 1969–1970

Derby County
- First Division (1): 1974–1975

### Individuální
- Král střelců anglické ligy: 1971–1972